# Spiradiclis arunachalensis
Spiradiclis arunachalensis är en måreväxtart som beskrevs av Debendra Bijoy Deb och Rout. Spiradiclis arunachalensis ingår i släktet Spiradiclis och familjen måreväxter. Inga underarter finns listade i Catalogue of Life.